# Лукомський Георгій Крискентійович
Георгій Крискентійович Лукомський (фр. Georges Loukomski, рос. Георгий Крескентьевич Лукомский, нар. 2 (14) березня 1884, Калуга, Росія — пом. 25 березня 1952, Ніцца, Франція) — український мистецтвознавець, художник, дослідник пам'яток архітектури. 

## Життєпис
Георгій Лукомський народився 2 (14) березня 1884 року в місті Калуга Калузької губернії Російської імперії. Родина Лукомських походить від шляхетцького роду Гедиміновичів, збіднілих дворян Подільської губернії (за сімейними переказами). Батько, Крискентій Павлович, закінчив Санкт-Петербурзький практичний технологічний інститут зі спеціальності «інженер-технолог». Працював викладачем Калузького залізничного технічного училища. 1881 року одружився з Леонтіною Іванівною Коссовською. 1882 року народився старший брат Георгія — Владислав Крескентійович, відомий  історик, геральдист і генеалог. 
1893—1895 року навчався в Калузькому училищі. У січні 1897 року родина Лукомських переїхала до міста Орел. Вже там Георгій закінчив Олександрівське реальне училище. Тут зацікавився мистецтвом, що спонукало зрештою до вивчення малюнка та вступу до Орловської малювальної школи Сичова.
1903 — завершив навчання в архітектурному відділі Казанської художньої школи.
Від 1905 до весни 1906 року перебував у творчому відрядженні в Парижі. Паризькі ескізи склали цілу серію, а згодом вийшла друком книга Георгія Лукомського «Прогулки по старым кварталам Парижа» (СПб., 1912).
1915 — закінчив Петербурзьку академію мистецтв зі званням художника-архітектора.
Автор книг з питань української та російської архітектури й мистецтва. У своїх роботах оспівував старовинні садиби й сільські церкви.
Брав участь в організації Київського музею західного та східного мистецтва (1919).
У 1920-х рр. виїхав за кордон, останні роки життя провів у Венеції, Парижі, Берліні, влаштовував виставки, видавав книги з українського та російського мистецтва.
Серед його доробку — малюнки, акварелі, монографії, статті, фотографії.
Роботи художника зберігаються у фондах багатьох великих музейних зібрань України, а також — у музеях Франції, Італії, Німеччини.

## Друковані праці
- Старовинні садиби Харківської губернії (1917)
- Волинська старовина (опис архітектурних пам'яток)
- Лукомский Г. К. Луцкий замок / Г. К. Лукомский. — Петроград: В тип. Петрогр. градоначальства, 1917. — 15 с.
- Вишневецький замок: його історія і опис
- Кілька слів про Кам'янець-Подільський
- Старовинна архітектура Галичини (1915)
- Старий Львів
- Українські садиби: Підгірці. Тростянець. Сокиринці. Стольне. Михайлівка. Панурівка. Очкине. Коростишів. Селезнівка. Котівка. Введенське. Старовинні садиби Харківської губернії
- Батуринський палац: його історія, руйнування і реставрація (1912)
- Наша провінція
- Хроніка провінційного вандалізму
- Українське мистецтво. Охорона пам'яток старовини самим народом
- Про походження форм давньоруської архітектури Чернігова
- Українське бароко
- Про новий і старий Київ. Про нове будівництво в Києві
- Архітектура, художня промисловість і друкарська справа на Всеросійській виставці у Києві